# Вилла Франка
Вилла Франка, другой вариант — Вилла пастора  — архитектурный памятник, находящийся в Советске, на улице Ленина.
Здание является объектом культурного наследия. Неофициально считается главной архитектурной достопримечательностью города Советска и его самым красивым историческим зданием.

## История
Здание было построено как частный дом в 1887-1888 годах для тильзитского купца Франца Франка и получило название «Франкше вилла». Долгое время, вплоть до конца Второй мировой войны, дом сдавался внаём, в том числе для проживания членов евангелическо-лютеранской общины. В результате этого здание получило второе название - «Дом пастора».
После Второй мировой войны здание несколько раз меняло своё предназначение. Сначала там размещался военкомат,потом детский дом «Искорка», а сейчас особняк принадлежит РПЦ. Безвозмездная передача здания в собственность церкви вызвала неоднозначную реакцию в обществе, поскольку была проведена с грубым нарушением действующего российского законодательства, на что есть предписание прокуратуры. Вызывает вопросы у общественности города и использование церковью этого сооружения. Эксперт Белинцева И.В. в своём заключении рекомендовала использовать здание именно для создания музейно-выставочных экспозиций. В настоящий момент здание пустует и постепенно приходит в упадок.

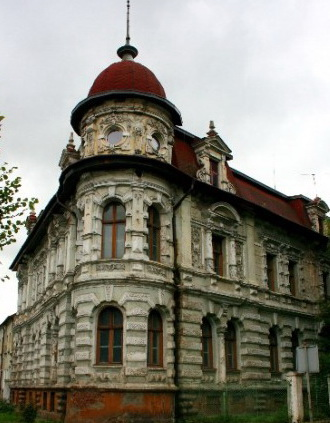
Вилла Франка

## Описание
Сооружение виллы Франка представляет собой уникальное произведение архитектурно-градостроительного искусства. Это двухэтажное здание с мансардой, покрытое живописным декором. Местоположение на перекрёстке улиц определило его «г»-образный план. Во внешнем облике со стороны города выделяется угловая ротонда, перекрытая высоким сферическим куполом, увенчанным шпилем. Фасады здания выполнены в соответствии с господствующим в то время стилем историзма. За основу оформления был взят декоративный стиль северного маньеризма. На первом этаже использованы горизонтальные полосы рустованного камня. Окна второго этажа украшены резными полуколонками и пилястрами со вставками. Особенным богатством лепного убранства обладают мансардные окна. 
Интерьеры здания сохранили первоначальную планировку помещений.